# Pseudospatha tanganyicensis
Pseudospatha tanganyicensis é uma espécie de bivalve da família Unionidae. É a única espécie do género Pseudospatha.
Pode ser encontrada nos seguintes países: Burundi, República Democrática do Congo, Tanzânia e Zâmbia.
Os seus habitats naturais são: lagos de água doce.